# Kasimir Anton von Sickingen

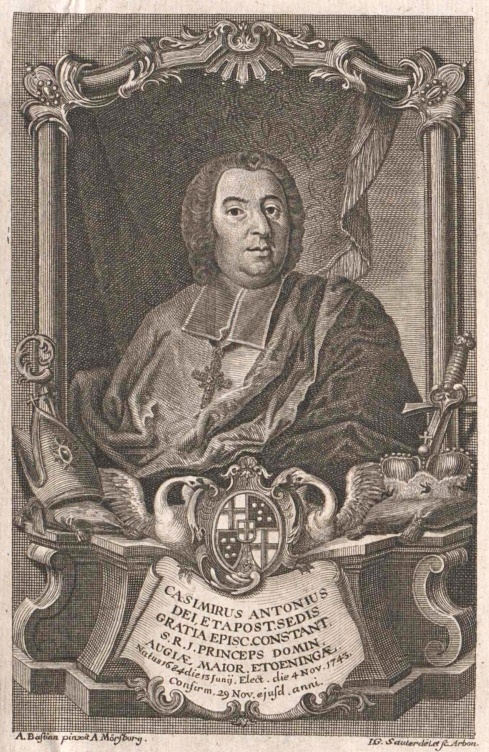
Kasimir Anton von Sickingen, mit bischöflichem Wappen

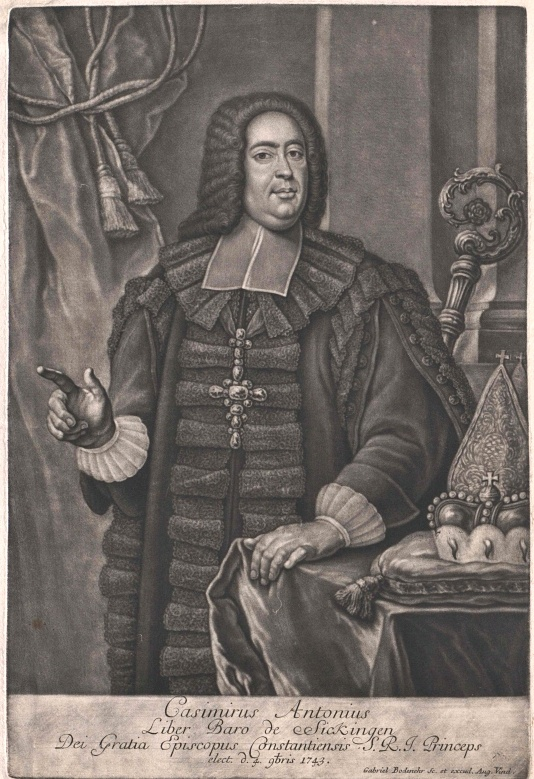
Kasimir Anton von Sickingen

Kasimir Anton von Sickingen, auch Casimir Anton von Sickingen Reichsfreiherr von und zu Hohenburg, (* 16. Juni 1684 in Ebnet; † 29. August 1750) war von 1743 bis 1750 Fürstbischof von Konstanz.

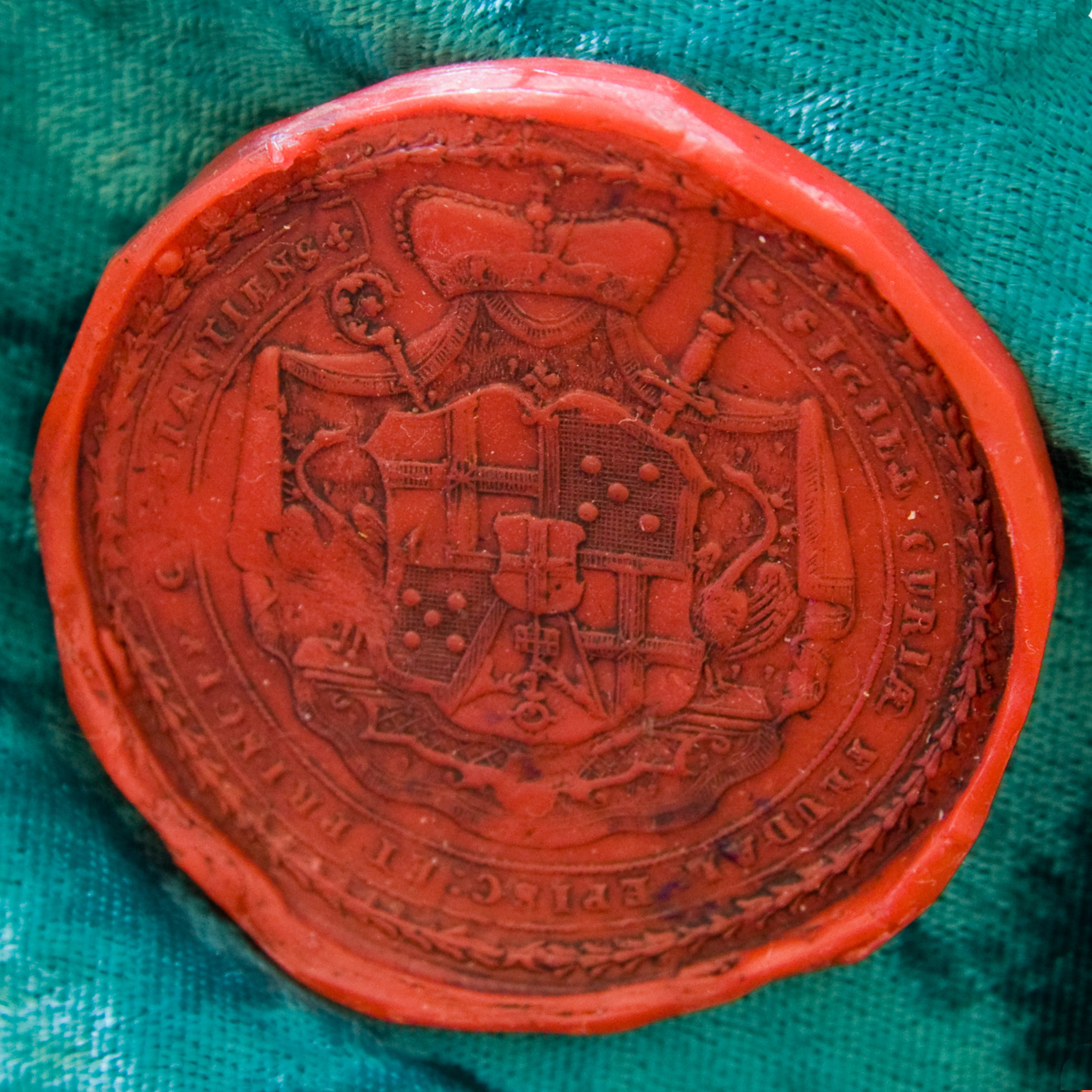
Siegel im Neuen Schloss Meersburg

## Herkunft
Kasimir Anton Reichsfreiherr von Sickingen-Hohenburg stammte aus dem Adelsgeschlecht von Sickingen und war der Sohn des Freiherrn Franz Ferdinand von Sickingen (1638–1687) und seiner Gattin Anna Maria Franziska Katharina 
von Dalberg († 1697). Sein Urgroßvater Friedrich von Sickingen (1544–1581) wurde geboren als Enkel des bekannten Ritters Franz von Sickingen (1481–1523). 
Kasimir Anton hatte noch 11 Geschwister, darunter drei Geistliche und der kaiserliche Statthalter von Freiburg, Ferdinand Hartmann von Sickingen (1673–1743). Die Schwester Maria Theresia (1682–1756) war die Mutter der beiden späteren Konstanzer Kardinäle Franz Konrad von Rodt (1706–1775) und Maximilian Christoph von Rodt (1717–1800), welche als Neffen seine bischöflichen Amtsnachfolger wurden. Im Dom zu Würzburg stiftete er, zusammen mit dem Bruder Ferdinand Hartmann, seinen geistlichen Brüdern Friedrich Johann Georg von Sickingen (1668–1719) und Franz Peter von Sickingen (1669–1736) ein Bronzeepitaph.

## Leben
Sickingen trat in den geistlichen Stand ein, 1699 empfing er die Tonsur. Er studierte weltliches und kanonisches Recht in Freiburg (dort 1700 Baccalaureus), Siena und Rom. Nach Erhalt der niederen Weihen und des Subdiakonats (1718) avancierte Kasimir Anton von Sickingen 1720 zum Domkapitular und 1743 zum Domkantor in Mainz. In Konstanz erhielt er 1733 mit kaiserlicher Unterstützung die Dompropstei. 1727 ließ er in seinem Heimatort Ebenet eine Figur des Hl. Nepomuk an der Dreisam errichten, auf dem Sockel hat sich seine Widmungsinschrift erhalten.
Kasimir Anton wurde am 4. November 1743 zum Bischof von Konstanz ernannt. Daraufhin erhielt er am 8. März 1744 seine Priesterweihe; die Weihe zum Bischof folgte am 30. August 1744. Er wählte als seinen Bischofssitz das Neue Schloss in Meersburg, das 1710 von einem seiner Vorgänger Johann Franz Schenk von Stauffenberg eingeweiht worden war. Unter Sickingens Ägide wurde das bischöfliche Residenzschloss prächtig ausstaffiert. In seine Amtszeit fiel auch der Abschluss des Konkordats zwischen der Fürstabtei St. Gallen und der Diözese Konstanz, das den andauernden Streit um die Exemtion des Klosters und seines Gebietes vorerst beendete.  
Kasimir Anton von Sickingen wurde im Konstanzer Münster beerdigt, wo sich auch die Grabplatte befindet. Sein Herz ließ er in der heimatlichen St. Hilariuskirche von Ebnet bestatten.